# 卡洛斯·诺埃尔
卡洛斯·诺埃尔（西班牙語：Carlos Noel，1886年8月30日—1941年1月3日），是阿根廷的外交官、激进公民联盟政治家。诺埃尔在1922年至1927年担任布宜诺斯艾利斯市长，他在市长任内制定了针对市政规建的“诺埃尔计划”，并在布宜诺斯艾利斯历史上首次纳入本土建筑师，而不是欧洲或北美的人员。后来于1936年被选入国会，期间他曾两度当选众议院议长。